# Capitalis quadrata
|  |

Die Capitalis quadrata (auch Quadrata, Quadratschrift oder Capitalis elegans) ist eine antike römische Majuskelschrift für Handschriften. Nach dem Vorbild ihrer in Stein gemeißelten Variante, der Capitalis monumentalis, diente die Quadratschrift neben der kanonisierten Capitalis (Capitalis rustica) auch als Buchschrift der Römer.

## Name
Der Name Quadrata leitet sich von der geometrischen Formgebung der einzelnen Buchstaben her, die sich an Quadrat, gleichseitigem Dreieck und Kreis orientiert. Ebenso wie die Capitalis monumentalis wird die Quadratschrift mit Serifen notiert, Worttrennungen und Ligaturen sind eher selten.

## Vorkommen
Im Gegensatz zur Capitalis rustica hat sie sich in nur wenigen Fragmenten des 4. bis 6. Jahrhunderts erhalten. Ob sie überhaupt in klassischer Zeit existiert hat, ist umstritten, da dafür keine Textzeugen aus dieser Zeit existieren. Dagegen ist anzunehmen, dass die Capitalis rustica schon vor ihrem Auftreten im ersten nachchristlichen Jahrhundert in Pompejianischen Werbeinschriften als allgemeine Buchschrift verwendet wurde.
Die Capitalis quadrata blieb bis in das 6. Jahrhundert in Gebrauch, in einzelnen Prachthandschriften und als Auszeichnungsschrift ist sie sogar bis in das 9. Jahrhundert zu finden.
Neben diesen Schriften war in klassischer Zeit eine kursive Variante der Capitalis für alltägliche Zwecke in Gebrauch, die ältere römische Kursive (Majuskelkursive), die für das lockere und flüchtige Schreiben besser geeignet war, vor allem für kurze Notizen auf Wachstäfelchen oder – wie in Pompeji – für Kritzeleien an Hauswänden.